# カスティリェホ・デ・ロブレド
カスティリェホ・デ・ロブレド（スペイン語: Castillejo de Robledo）は、スペイン・カスティーリャ・イ・レオン州ソリア県のムニシピオ（基礎自治体）。

## 歴史
18世紀に宰相フロリダブランカ伯による人口調査が行われた際、人口は121人であった。アンシャン・レジーム崩壊後にムニシピオ（基礎自治体）となった。
テンプル騎士団の城の廃墟や、11世紀後半から12世紀初頭に建てられたとされる聖母被昇天教会がある。

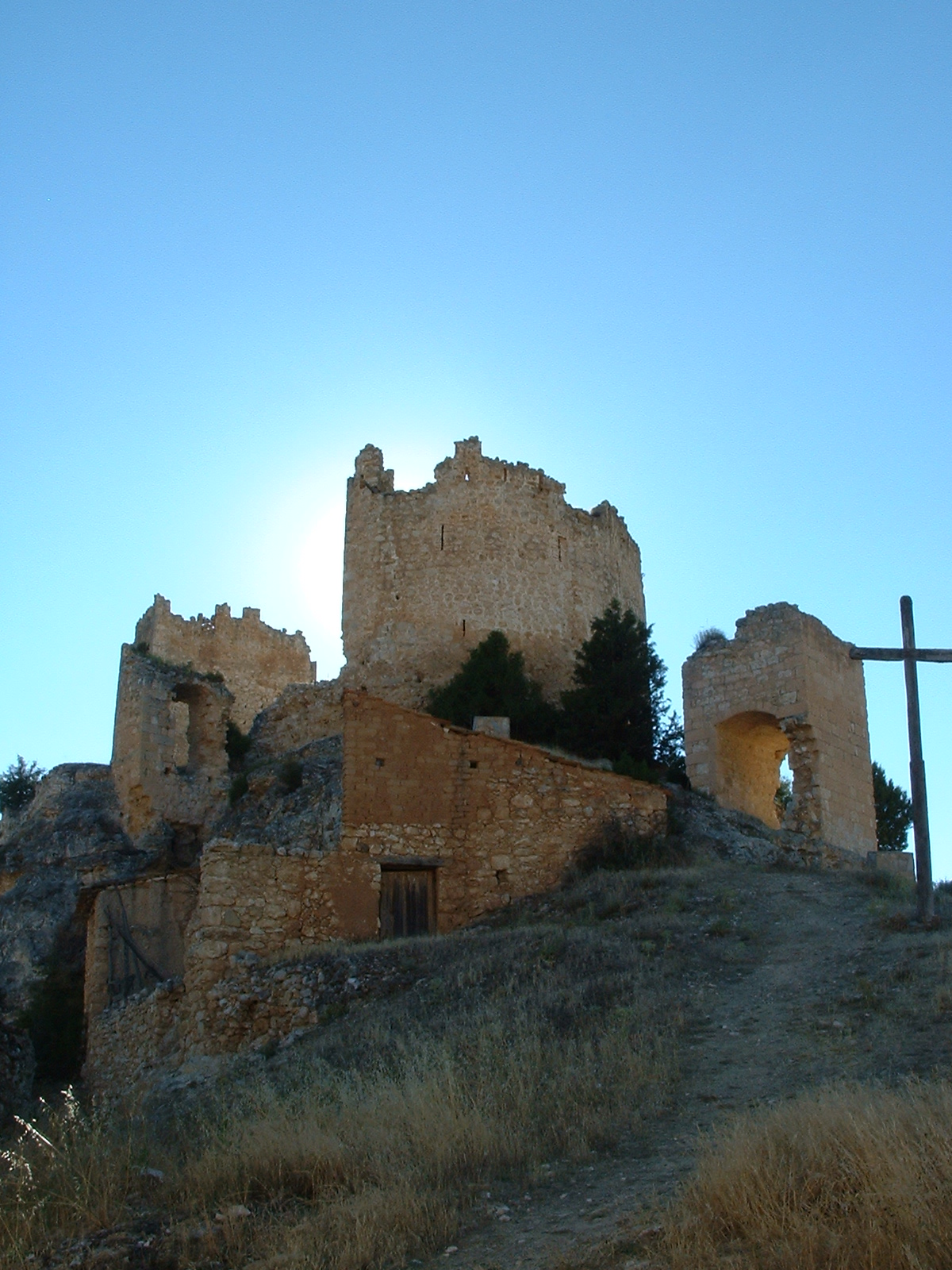
城の廃墟
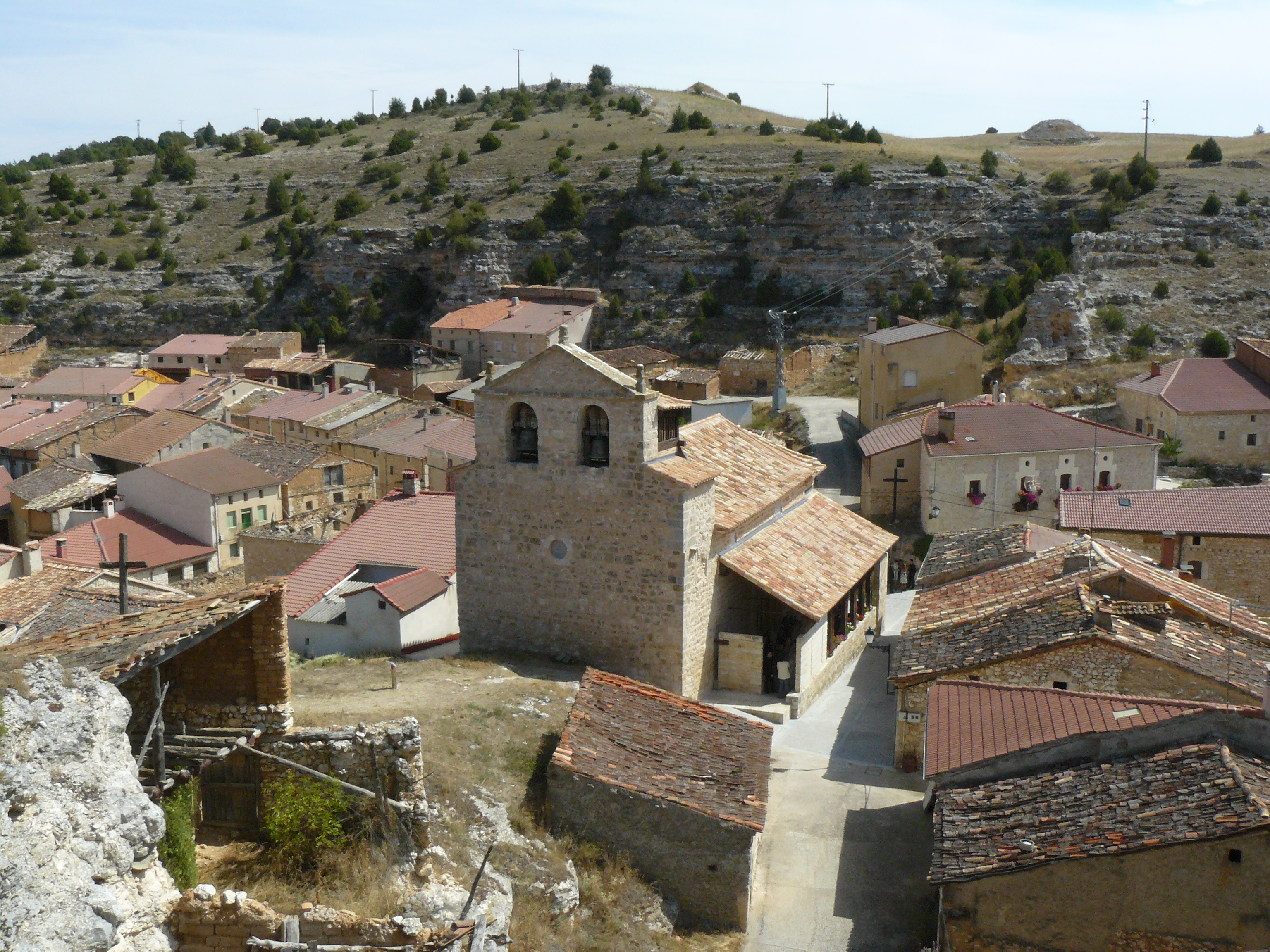
聖母被昇天教会